# Josep Valls i Taberner
Josep Valls i Taberner (Barcelona, 15 de juny de 1891 - Barcelona, 30 de novembre de 1967) fou un empresari català, fill d'Isidre Valls i Pallerola i germà de Ferran Valls i Taberner. Ocupà importants càrrecs en les organitzacions empresarials catalanes.

## Biografia
Josep Vall i Taberner va néixer al carrer Pelai de Barcelona, fill d'Isidre Valls i Pallerola, natural de Sallent, i d'Antònia Taberner i Prims, nascuda a Barcelona. Estudià batxillerat als Jesuïtes de Casp, on va coincidir amb Lluís Nicolau d'Olwer, Jordi Rubió i Balaguer i Ramon d'Abadal i de Vinyals.
Com el seu germà, després de la Guerra Civil donà suport al règim franquista, tot i no dedicar-se directament a la política. El seu camp d'actuació va ser el món de l'empresa, dirigint empreses químiques i del tèxtil com S.A Cros, Electroquímica de Flix i Manufacturas Valls SA. Participà en organismes patronals com, entre d'altres, el dels industrials cotoners el SECEA on altre germà seu Domingo Valls i Taberner fou president.
El 1932 començà a ocupar càrrecs a la Cambra de Comerç i Navegació, que dirigí de 1964 a 1967. Quan les Cambres de Barcelona s'unificaren el 1967 en fou el primer president de la Cambra Oficial de Comerç, Indústria i Navegació de Barcelona, fins que va morir d'un infart de miocardi. També fou conseller del Banco Español de Crédito i president de la Junta d'Obres del Port de Barcelona i del comitè executiu de la Fira de Mostres de Barcelona. El 1946 fou nomenat president del Cercle del Liceu, càrrec que ocupà fins a la seva mort, ocorreguda el 30 de novembre de 1967.

## Guardons
- Gran Cruz de la Orden del Mérito Civil[5]
- Medalla de oro de la Província de Barcelona
- Medalla de oro al Mérito de las Cámaras de Comercio, Industria y Navegación de España.